# Sugar Lee Hooper
Sugar Lee Hooper, artiestennaam van Marja van der Toorn, (Scheveningen, 23 februari 1948 – Den Haag, 4 april 2010) was een Nederlandse zangeres, presentatrice, entertainer en tv-persoonlijkheid. Zij stond vooral bekend om haar stevige voorkomen, kaalgeschoren hoofd en haar felgekleurde jurken. Haar bekendste nummers zijn De Wandelclub (Jo met de Banjo), oorspronkelijk van Toon Hermans, en Oh, wat ben je mooi, oorspronkelijk van de Spelbrekers.

## Biografie
Marja van der Toorn werd geboren als dochter van een jazzpianist en een Hawaï-gitariste. Als veertienjarige kreeg ze haar eerste drumstel. Enige tijd later werd ze drumster van het vrouwenorkest The Ladybirds. Later kwam ze bij de band "Vin Cardinal and The Queens". Met haar broer Hans bracht Marja van der Toorn twee redelijk succesvolle singles uit, deze stegen in Singapore en Wit-Rusland naar nummer 1, waarna ze koos voor het moederschap.
Later ging ze toch weer drummen. Twaalf jaar lang deed ze dit voor The Crazy Rockers. Bij een val van het podium raakte ze zo gewond dat een revalidatieperiode van zeven jaar volgde. Er ontstond blijvende schade, wat ertoe leidde dat ze besloot om te stoppen met drummen en te gaan zingen.
In 1990 deed ze onder haar eigen naam mee aan het RTL Véronique-programma Showmasters. Begin jaren 90 kwam Marja van der Toorn in aanraking met boekingsagent Dini Maagdenberg, die interesse in haar had als zangeres. Dit was het begin van de loopbaan als Sugar Lee Hooper. Sugar verwees naar Marja van der Toorns liefde voor zoetigheden, Lee Hooper was de naam van de manager van Billie Holiday. Hoewel haar platenmaatschappij graag had dat ze een Nederlandstalig repertoire nam, hield Sugar Lee Hooper vast aan het Engels. Ze werd geïnspireerd door Ella Fitzgerald, Sam & Dave en The Pointer Sisters. Het opvallende stemgeluid en haar verschijning zorgden ervoor dat ze veel voor feesten en partijen werd geboekt.
In 1993 bracht Sugar Lee Hooper een album en singles uit. Dit werden uiteindelijk maar kleine hits. Een jaar later was ze een vast panellid in het TROS-spelprogramma Dat zeg ik niet. Weer een jaar later stapte ze alsnog over op Nederlands repertoire en bracht ze het lied De Wandelclub (Jo met de Banjo) uit. Onder meer door een opvallend optreden in de André van Duin Show werd dit haar eerste top 10-hit. De hierop volgende albums en singles werden echter kleine tot geen successen. Desondanks werd Sugar Lee Hooper een gevestigd artieste en daarmee veelgevraagd in het schnabbelcircuit. Zo speelde ze enkele gastrollen in onder andere Het zonnetje in huis, PaPaul en Pittige tijden. Ook speelde ze een rol in de speelfilm I Love Dries.
Met haar vriendin Andrea van der Kaap sloot Sugar Lee Hooper in 1998 een geregistreerd partnerschap. In 2001 was ze de eerste Nederlandse artieste, die een homohuwelijk sloot door het geregistreerd partnerschap om te laten zetten in een huwelijk.
In januari 2006 onderging Sugar Lee Hooper in Duitsland een facelift. In 2007 onderging ze een buikwandcorrectie en een borstoperatie.
Op 31 maart 2008 werd bekend, dat Sugar Lee Hooper een tumor in de heup had, waaraan zij geopereerd moest worden. Later bleek het om een goedaardige tumor te gaan. Op 14 april 2008 deelde het management van Sugar Lee Hooper mee, dat de artieste per direct zou stoppen met optreden, omdat zij het werk fysiek en mentaal niet meer aankon. Het feit, dat de 60-jarige zangeres naar eigen zeggen lichamelijk op was, deed haar besluiten om haar artiestenbestaan aan de wilgen te hangen.

### Overlijden
Op 28 maart 2010 viel Sugar Lee Hooper van haar scootmobiel, waarbij ze haar heup brak. Tijdens de hierop volgende operatie kreeg ze een hartstilstand en zuurstofgebrek. Op 4 april 2010 overleed ze. Op 10 april 2010 werd Hooper in Scheveningen vanaf het Kurhaus in een witte rouwkoets over de boulevard gereden. De stoet bleef stilstaan bij café Big Bell en Beach Club 't Peukie, waar ze vaak kwam. Daarna werd ze in Den Haag gecremeerd. Ze werd 62 jaar oud.
In 2013 werd bekend dat ze was overleden door medische fouten van HMC Bronovo. Een combinatie van een ruggenprik en een narcose is de zangeres fataal geworden.
In 2017 is haar as uitgestrooid op het strand van Scheveningen door haar weduwe Andrea.

## Discografie

### Albums
| Album met eventuele hitnotering(en) in de Nederlandse Album Top 100 | Datum van verschijnen | Datum van binnenkomst | Hoogste positie | Aantal weken | Opmerkingen                            |
| ------------------------------------------------------------------- | --------------------- | --------------------- | --------------- | ------------ | -------------------------------------- |
| Lots of Sugar                                                       | 1995                  | 4 februari 1995       | 41              | 13           |                                        |
| Toeters en bellen                                                   | 1996                  | 22 juni 1996          | 46              | 11           |                                        |
| Het mag geen naam hebben                                            | 1997                  | 7 juni 1997           | 26              | 9            | met covers van de Zangeres Zonder Naam |

### Singles
| Single met eventuele hitnotering(en) in de Nederlandse Top 40 | Datum van verschijnen | Datum van binnenkomst | Hoogste positie | Aantal weken | Opmerkingen                                               |
| ------------------------------------------------------------- | --------------------- | --------------------- | --------------- | ------------ | --------------------------------------------------------- |
| You Lied                                                      | 1993                  |                       |                 | tip          |                                                           |
| De Wandelclub (Jo met de Banjo)                               | 1995                  | 11 maart 1995         | 11              | 8            | #11 (10 wk) in top100 (het origineel is van Toon Hermans) |
| Oh, wat ben je mooi                                           | 1996                  | 25 mei 1996           | 34              | 3            | #34 (4 wk) in top100 (oorspronkelijk van De Spelbrekers)  |
| Hooperdepoep                                                  | 1998                  |                       | -               | -            |                                                           |
| Uno Dos Tres Quatro                                           | 1998                  |                       | -               | -            |                                                           |
| Naar de kermis                                                | 2001                  |                       | -               | -            | met Jop (bewerking van Ronnie Tober en Ciska Peters)      |
| Who Wants To Live 4 Ever                                      | 2003                  |                       | -               | -            | #82 in top100 (cover van Queen)                           |
| Baila esta cumbia                                             | 2004                  |                       | -               | -            | #70 in top100                                             |
| French Can Can                                                | 2008                  |                       | -               | -            | #98 in top100                                             |

## Bekende niet-singles
- Work Out
- Stekkie van de fuchsia (cover van een liedje van Annie M.G. Schmidt uit "Ja zuster, nee zuster")
- 't Was aan de Costa Del Sol (oorspronkelijk van de Zangeres zonder naam)
- Kierewiet